# Messimy-sur-Saône
Messimy-sur-Saône è un comune francese di 1 213 abitanti situato nel dipartimento dell'Ain della regione Alvernia-Rodano-Alpi.

## Società

### Evoluzione demografica
Abitanti censiti